# 肖燕 (1961年)
肖燕（1961年—），白族，中华人民共和国政治人物、第十一届全国政协委员。
加入中国国民党革命委员会，担任云南大学附属中学福保校区副董事长兼执行董事。2008年，当选第十一届全国政协委员，代表教育界，分入第四十一组。